# Lijst van Surinaamse sporters van het jaar
Dit is een lijst van Surinaamse sporters van het jaar. De lijst wordt jaarlijks samengesteld door sportjournalisten van de Vereniging van Sportjournalisten in Suriname (VSJS). De uitreikingen vinden plaats tijdens een sportgala aan het eind van december.

## Lijst
Hieronder volgen de sporters van het jaar, waarbij er geen verschillende categorieën zijn voor mannen en vrouwen:
| Jaar | sporter             | sport               |
| ---- | ------------------- | ------------------- |
| 1951 | Ludwig de Sanders   | atletiek/basketbal  |
| 1952 | André Kamperveen    | voetbal             |
| 1953 | Willebrod Axwijk    | atletiek            |
| 1954 | H. Sallons          | atletiek            |
| 1955 | Jules Walker        | atletiek            |
| 1956 | Wim Esajas          | atletiek            |
| 1957 | Ramon Krieger       | basketbal           |
| 1958 | Iwan Sibilo         | basketbal           |
| 1959 | Hesdy van Wilgen    | basketbal           |
| 1960 | Henk Fokke          | zwemmen             |
| 1961 | August Wooter       | voetbal             |
| 1962 | Gladys Simons       | zwemmen             |
| 1963 | Roy Mac Donald      | tennis              |
| 1964 | Walther Brathwaite  | cricket             |
| 1965 | Kenneth de Koning   | tennis              |
| 1966 | John Veira          | atletiek            |
| 1967 | Gerard Brunings     | wielrennen          |
| 1968 | Wiene Schal         | voetbal             |
| 1969 | Ismay van Wilgen    | basketbal/volleybal |
| 1970 | Dorien van Tongeren | zwemmen/tennis      |
| 1971 | Romeo Caster        | badminton           |
| 1972 | Clyde Headly        | zwemmen             |
| 1973 | Eduard Pirau        | atletiek            |
| 1974 | Ricardo Elmont      | judo                |
| 1975 | Harley Overman      | dammen              |
| 1976 | Roy Bottse          | atletiek/boksen     |
| 1977 | Roberto Hens        | zwemmen             |
| 1978 | Sonja Leckie        | badminton           |
| 1979 | Johan Chin          | biljart             |
| 1980 | Pauline Nesty       | zwemmen             |
| 1981 | Jegney Barron       | atletiek            |
| 1982 | geen verkiezing     | geen verkiezing     |
| 1983 | Mike van Daal       | badminton           |
| 1984 | Anthony Nesty       | zwemmen             |
| 1985 | geen verkiezing     | geen verkiezing     |

## Sportman en sportvrouw van het jaar
Sinds 1986 zijn er afzonderlijke verkiezingen voor mannen en vrouwen. Het volgende overzicht is niet compleet.
| Jaar | sporter (m)              | sport (m)                | sporter (v)              | sport (v)                |
| ---- | ------------------------ | ------------------------ | ------------------------ | ------------------------ |
| 1986 | Anthony Nesty            | zwemmen                  | Audrey Boomgaard         | bodybuilding             |
| 1987 | Anthony Nesty            | zwemmen                  | Vanessa Touw Ngie Tjouw  | zwemmen                  |
| 1988 | Anthony Nesty            | zwemmen                  | Vanessa Touw Ngie Tjouw  | zwemmen                  |
| 1989 | ?                        |                          | ?                        |                          |
| 1990 | ?                        |                          | ?                        |                          |
| 1991 | ?                        |                          | ?                        |                          |
| 1992 | ?                        |                          | ?                        |                          |
| 1993 | ?                        |                          | ?                        |                          |
| 1994 | ?                        |                          | ?                        |                          |
| 1995 | ?                        |                          | ?                        |                          |
| 1996 | ?                        |                          | ?                        |                          |
| 1997 | Guno Burleson            | dammen                   | ?                        |                          |
| 1998 | ?                        |                          | ?                        |                          |
| 1999 | ?                        |                          | ?                        |                          |
| 2000 | ?                        |                          | ?                        |                          |
| 2001 | ?                        |                          | ?                        |                          |
| 2002 | ?                        |                          | ?                        |                          |
| 2003 | ?                        |                          | ?                        |                          |
| 2004 | ?                        |                          | ?                        |                          |
| 2005 | Gordon Touw Ngie Tjouw   | zwemmen                  | Jo Ann van Aerde         | tennis                   |
| 2006 | Gordon Touw Ngie Tjouw   | zwemmen                  | ?                        |                          |
| 2007 | Gordon Touw Ngie Tjouw   | zwemmen                  | ?                        |                          |
| 2008 | ?                        |                          | Kirsten Nieuwendam       | hardlopen                |
| 2009 | ?                        |                          | Chinyere Pigot           | zwemmen                  |
| 2010 | ?                        |                          | Chinyere Pigot           | zwemmen                  |
| 2011 | Diguan Pigot             | zwemmen                  | Chinyere Pigot           | zwemmen                  |
| 2012 | Diguan Pigot             | zwemmen                  | Chinyere Pigot           | zwemmen                  |
| 2013 | Renzo Tjon A Joe         | zwemmen                  | Chinyere Pigot           | zwemmen                  |
| 2014 | Tosh van Dijk            | taekwondo                | Chinyere Pigot           | zwemmen                  |
| 2015 | Renzo Tjon A Joe         | zwemmen                  | Chinyere Pigot           | zwemmen                  |
| 2016 | Jürgen Themen            | atletiek                 | Sandrina Hunsel          | volleybal                |
| 2017 | Jair Tjon En Fa          | baanwielrennen           | Sunayna Wahi             | atletiek                 |
| 2018 | Miguel van Assen         | atletiek                 | Sigourney Kamé           | volleybal                |
| 2019 | Jaïr Tjon En Fa          | baanwielrennen           | Sigourney Kamé           | volleybal                |
| 2020 | geen verkiezing (corona) | geen verkiezing (corona) | geen verkiezing (corona) | geen verkiezing (corona) |
| 2021 | geen verkiezing (corona) | geen verkiezing (corona) | geen verkiezing (corona) | geen verkiezing (corona) |
| 2022 | Eddy Wilson              | bodybuilding             | Cabriëlla Bouterse       | volleybal                |
| 2023 | Jair Tjon En Fa          | baanwielrennen           | Tachana Dalger           | baanwielrennen           |

## Trivia
- De eerste vrouwelijke sporter in de lijst is Gladys Simons (1962).[1]
- De jongste sporter in de lijst is Dorien van Tongeren met 11 jaar in 1970.[1]
- De oudste sporter in de lijst in Johan Chin met 44 jaar in 1979.[1]
- De zwemmers Pauline Nesty (1980) en Anthony Nesty (vanaf 1984) zijn zus en broer.[1]
- De basketballers Hesdy van Wilgen (1959) en Ismay van Wilgen (1969) zijn neef en nicht.[1]